# Статут (описание)
Стату́т (положе́ние) (лат. statutum) — правовые акты описательного характера (например, описывающие порядок церемонии, последовательность действий при наступлении особого события и пр.) о чём-либо — например, устанавливающие описание ордена, порядок награждения им и т. п.
Например, статут ордена «Родительская слава» в РФ:

Орденом «Родительская слава» награждаются родители (усыновители), состоящие в браке, заключённом в органах записи актов гражданского состояния, либо, в случае неполной семьи, один из родителей (усыновителей), которые воспитывают и (или) воспитали четверых и более детей — граждан Российской Федерации, образуют социально ответственную семью, ведут здоровый образ жизни, обеспечивают надлежащий уровень заботы о здоровье, образовании, физическом, духовном и нравственном развитии детей, полное и гармоничное развитие их личности, подают пример в укреплении института семьи и воспитании детей.